# Терву (бухта)
Терву́ — бухта в північно-західній частині Ладозького озера, Росія.
Довжина 5,4 км, ширина 3,9 км. Глибина 24 м.
Розташована між півостровом Терву на півночі та мисом Раханіємі на півдні. Посеред бухти розташовані острови Койонсарі та декілька дрібних.
| Росія | Це незавершена стаття з географії Росії. Ви можете допомогти проєкту, виправивши або дописавши її. |